# カワサキ・マッハ
マッハ (MACH) は、川崎重工業（オートバイ製造事業部、現・カワサキモータース）が製造販売していた2ストローク3気筒エンジンを持つオンロードタイプのオートバイシリーズの総称である。

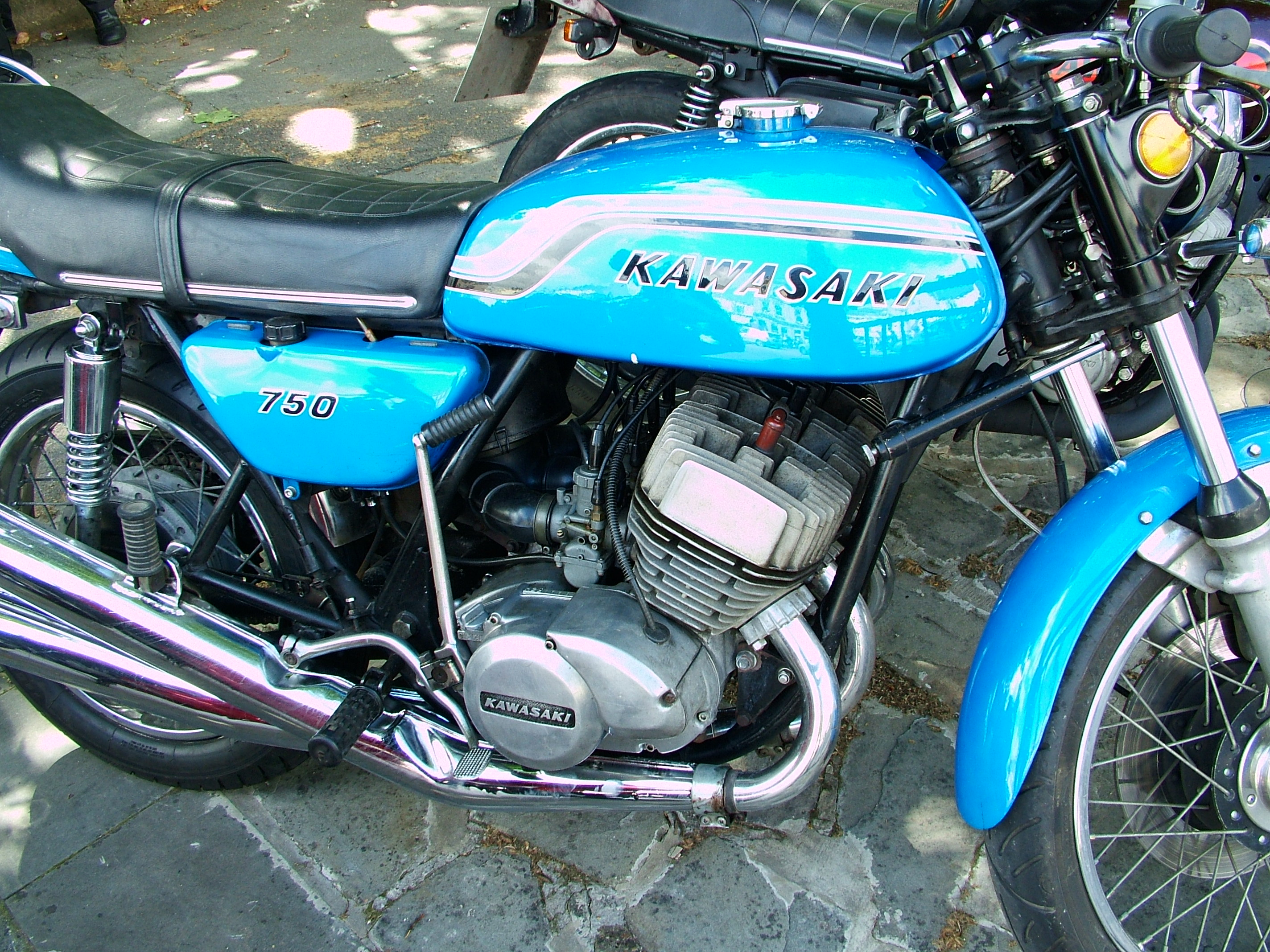
H2 750

## 概要

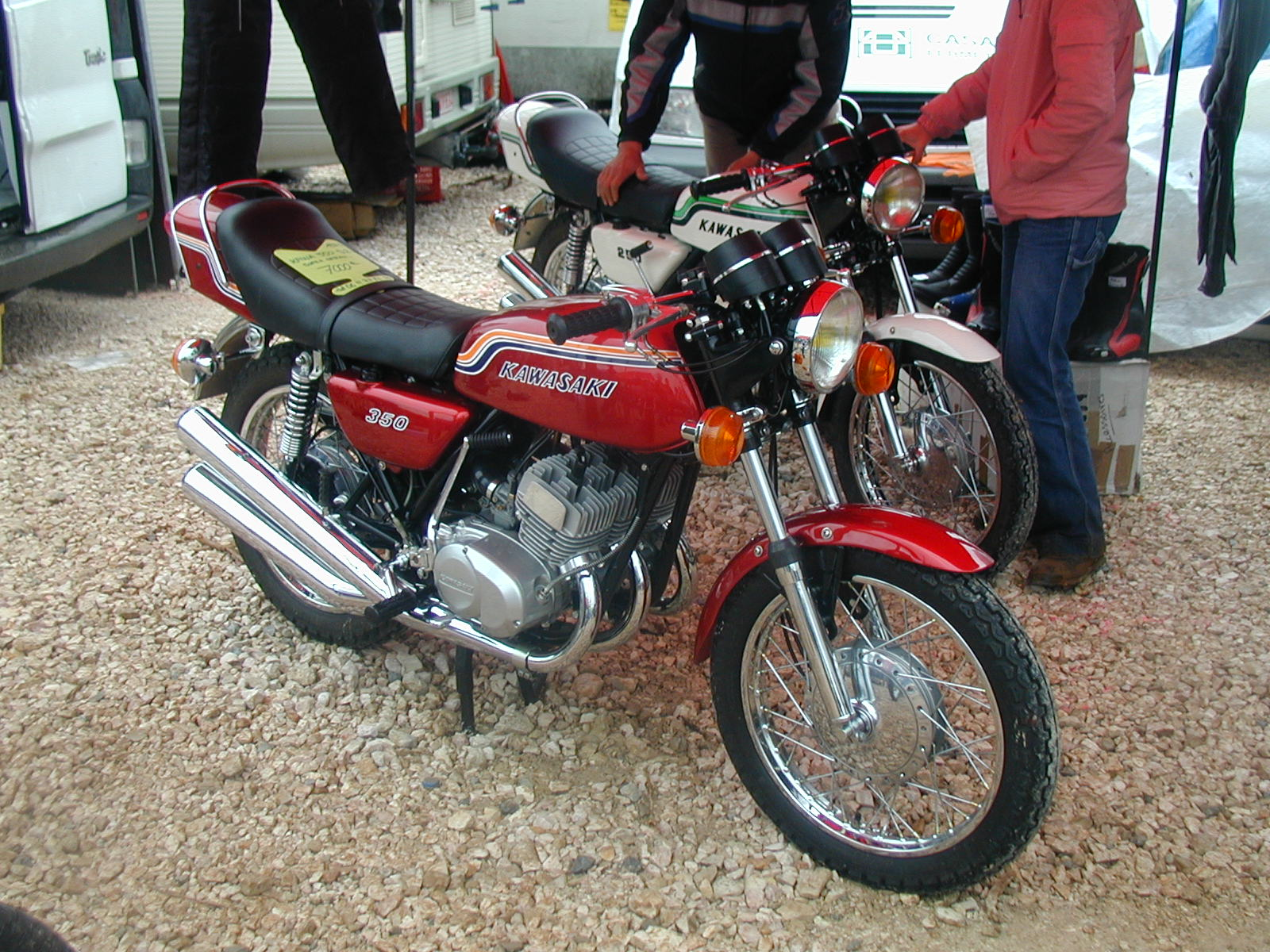
350SS

1969年に北米で販売を開始した 500 cc (H1) の成功を受け、1972年モデルでは排気量 250cc(S1)、350cc（S2、後に400cc のS3）、750cc (H2) の3車種を加え、計4車種の2ストローク 3 気筒車群を形成し、これをマッハシリーズと呼んだ。さらに、H1およびH2の大排気量車種を「Big Mach（ビッグマッハ）」と呼び、排気量の小さい（フレームも異なる）S1、S2、 S3を「Middle Mach（ミドルマッハ）」と呼んで区別されることもあった。
1976年モデルでこれら車種の名称をKHシリーズへと変更するまで、この「マッハ」の愛称が用いられ、250cc/350cc/400cc/500cc/750ccの各排気量を持つ車種に対してそれぞれマッハI/マッハII/マッハIII/マッハIVと命名された。750ccモデルのH2は「MACH IV」に相当し、カワサキのサービスマニュアルなどにもこの名称が使われているが、日本向けH2（750SS）のサイドカバーには“MACH III 750”というエンブレムが装着されている。500ccモデルのH1発売時、もともと「MACH III」の“III”は「3気筒」を意味するものであったので、その意味では750ccモデルの「MACH III」も誤りではない。その一方で、同様に3気筒である250ccモデルと350ccモデル・400ccモデルでは、「3気筒」を意味する“III”の愛称はなぜか用いられていない。
日本向けモデルの名称に関しては、公称排気量のあとに“SS”が付加された（例「カワサキ500SSマッハIII」など）が、輸出車にはこの“SS”はなく、「Kawasaki 500 MachIII H1」と排気量に型式名が付く。
1975年にZ650が発表され、これにバトンタッチするかたちでH2が消滅。1976年には排ガス/騒音規制の影響で全KHシリーズが北米から撤退。運転免許制度の関係等で北米以外でも需要の見込めた250と400は存続したが、500はこれをもって型式消滅した。1980年モデルを最後に250と400の欧州向け輸出も終了となったが、日本向けとして1983年ごろまで生産された。
シリーズのタコメーターには、ナラシ運転時の走行距離と回転数制限と（500マイルまで4000回転、1000マイルまで6000回転）がパネルそのものに印刷されていた。（後にカバーガラスへのステッカーの貼付に変更）

## モデル一覧

### 500SSマッハIII (H1)

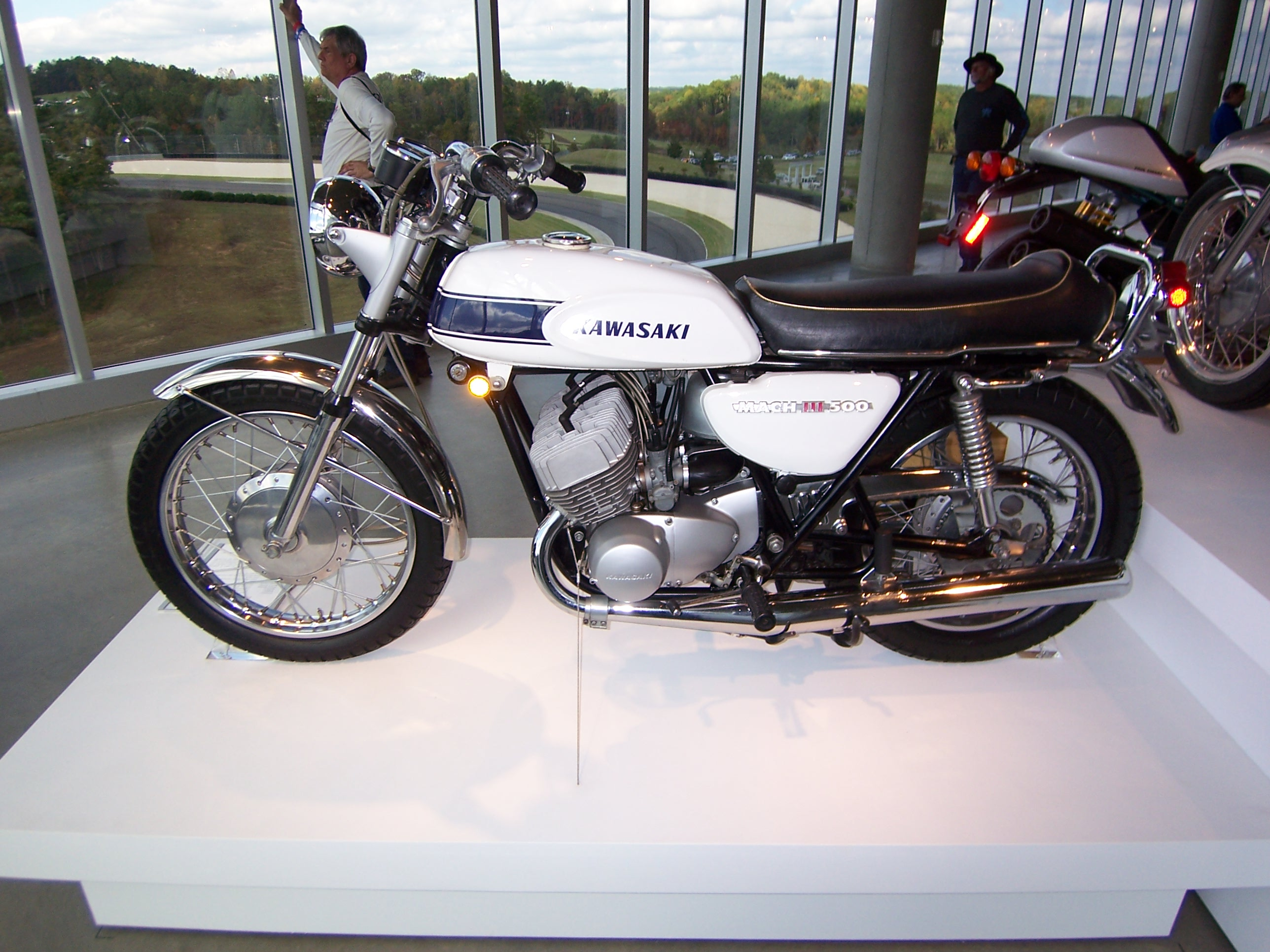
初期型 H1（ウィンカーは未装備）

北米における1966年のA1（サムライ、250cc）、翌年のA7（アベンジャー (Avenger) 、350cc）の成功で ZAPPER（Z1/Z900参照）指向を固めたカワサキは、絶対的な高加速度を持つ高出力車の開発を行い1969年はじめには対米輸出用の生産を開始した。日本では北米よりやや遅れて1969年9月より販売された。
発売当時の米国ではまだ過大な燃料消費とオイル消費や猛烈な白煙に寛大であり、低廉な車両価格（1,000ドル以下）と圧倒的な加速性能（カタログスペックでは0→100mで約4秒）で販売成績も好調であった。しかし、操縦性においては少ない前輪荷重などが災いし、万人向けとは決していえないもので、他社種に比べ高い事故率を示すことがメディアで報道されるなど、「乗り手を選ぶ」バイクというイメージが世界各国で定着した。従来のタイヤでは500SSのパワーに耐え切れずテスト走行中にトレッド剥離が続発したため、ダンロップが新しくH規格のナイロンコードタイヤを500SSのために開発したほどであった。
1972年のZ1発表以降は、最高出力を下げマイルドな方向への性格付けが行われていった。そしてついに、1975年にKH500と名称変更した1976年モデルは排気ガス規制および騒音対策のため最高出力が 52ps と大幅ダウンされ、さらに、DOHC4気筒のZ650が同年発表になった段階において“ZAPPER”としての存在意義が希薄化し、カワサキもそれに抗うことなく1977年モデルをもって製造を終えた。
北米での広告には、同社で製造されていた0系新幹線（当時、世界最速の鉄道車両だった）が500SSと合わせて描かれており、「THE WORLD'S FASTEST PRODUCTION MOTORCYCLE」(世界最速の量産バイク)と記されていた。

#### 車歴
- 北米マーケットにおける各イヤーモデルは、前年の9月頃（前後する場合もある）に発売が開始されることに注意。
- 1971年モデルのH1Aまではウィンカーはオプション扱いとなっていた。
- 欧州向けH1はノイズ障害を考慮して CDI に替えてポイント式点火機構を採用。

- H1（1969年モデル）：初期型
- H1A（1971年モデル）：タンク意匠変更（リブ廃止）
- H1B（1972年モデル）：レインボーライン、フロントディスク、CDI 点火廃止⇒バッテリーポイント点火に変更
- H1D（1973年モデル）：テールカウル装着、フレーム変更、グラフィックは日本人のデザイナーによるものに変更、最高出力ダウン（60ps→59ps）H2と共通のフラマグCDI採用
- H1E（1974年モデル）：キャンディレッド追加、エンジンのラバーマウント化、H2とは異なる一対のピックアップを用いたフラマグCDI採用
- H1F（1975年モデル）：グラフィック変更、サイドカバーのMACH IIIの文字を廃止
- KH500 (A8) （1976年/1977年モデル）：最高出力ダウン（59ps→52ps）、シフトパターン変更（ボトムニュートラル → 1ダウン 4アップ）

#### H1Cについて
一部のカワサキ　パーツリストには H1Cが存在する。
- カラーリングはタンク、サイドカバーはH1Bと同様の 1972年モデル色。（フェンダーはステンレス製）（タンクはH1Aのもの）
- フロントブレーキは1971年モデル (H1A) と同じドラム。（Fディスクモデルも極めて少数だが存在する。カタログなどに見受けられる）
- 点火機構も1971年モデルのCDI。

つまりH1AにH1Bのグラフィックとサイドカバーを付けたもので、この仕様でおよそ1,000 台ほどが生産された。H1Aの残存部品処分モデル。

### 750SSマッハIV (H2)
1969年に発売された 2ストローク空冷 3気筒500cc のマッハIII (H1) はその強烈な加速性から欧米で好評を博したが、やや遅れてホンダCB750が発売されると、性能的には大差なく、価格はおよそ1.5倍であるにもかかわらず次第に人気を奪われるようになった。
これ以前の時点ですでにカワサキは 750 cc 4ストローク4気筒車の開発に着手していたが、このホンダCB750の出現により、全ての面でCBを上回る車種 、Z1に変更することとしたため、市販できるのは1972年以降となることが明らかとなった。
このため、その間の対抗馬として少なくとも加速性と最高速度でCBを圧倒できるものとして、H1エンジンのボアストロークを拡大して750ccとし、CB750FOURがH1から奪い取った世界最速の座を再奪取したのが750SS/マッハIV (H2)である。
1972年秋にZ1が販売開始された直後に発生したオイルショックにより、H1に比べても一層燃費の悪いH2は、より現実的になってきた排出ガスと騒音規制に対応する手立ても乏しく、S1(250cc)/S3(400cc)/H1(500cc)がそれぞれKH250/400/500と名称変更して（敢えてパワーダウンを伴っても）存続したのに対し、H2のみは1975年モデルをもって型式消滅となった。

#### 車歴
- H2（1972年モデル）：初期型
- H2A（1973年モデル）：グラフィック変更、メーター文字盤変更、国内仕様はパッシング機能追加、最高出力ダウン（74ＰＳ⇒71ＰＳ）
- H2B（1974年モデル）：ホイールベース延長、オイルライン変更、シート、テールカウル / ランプ変更
- H2C（1975年モデル）：タンク変更、シート変更

### 250SSマッハI (S1)
350SSマッハII(S2)のボアダウン版でMACHシリーズの末弟。発売は1972年2月。排気量以外はほぼS2と同じ。クランクも350と同一のものを使用するためストロークは共通、そのためロングストロークエンジンである。
1974年、マイナーチェンジを受け、ホイールベースが1375mmに、最高出力は28ps/7500rpm、最大トルクは2.7kg-m/7000rpmへダウン、車両重量が154kg、カラーリングはブルーラインへ変更された。
1975年、カラーリングがレッドラインへ変更されたが、その他スペックに変更はない。S1としては最終型になる。
1976年、フロントブレーキが油圧シングルディスクに変更され、KH250となる。タイヤがフロント・リアとも0.25インチ太くなり、3.25-18/3.50-18へ変更、車両重量が160kgへ増加、カラーリングは4色ストライプへ変更された。
1978年、カラーリングの変更でKH400との差別化が図られた。さらに、フロントブレーキのマスターシリンダーの形状変更、シートはモダンな形状へ変更された。
1979年、カラーリングが250/400とも共通になり、ライムグリーンへ変更された。最後のKH（MACH）シリーズとして1980年2月に生産を終了した。

### 350SSマッハII (S2)
1971年に発売された。350ccはそれまでに発売されていたH1/H2より小型化されていた。そのため、共通するのは、2ストローク120度クランク3気筒と言うエンジンスペックだけで、500ccや750ccモデルと共通する部品は外装の一部を除き、使われていない。
当時の350ccクラスではトップの45馬力を発生する。
1973年にマイナーチェンジされ、S2Tとなる。
主な変更点は、フロントブレーキがこれまでの機械式ツーリーディングドラムブレーキから油圧式シングルディスクブレーキに変更、タンクキャップおよびシートにキーロックが装備された。エンジンの最高出力が44馬力に、最大トルクが4.0kg-mへダウンされた。カラーリングは、同年式のH1Dと同じキャンディゴールドが採用された。車両重量は149.5kgになった。S2としてはこれが最後のモデルになった。

### 400SSマッハII (S3)
1973年10月の東京モーターショーで発表された、それまでのS2に代わる400ccのMACHである。エンジンは、350S2のボアを4mm拡大し、400ccへ排気量をアップしたが、最高出力はS2より2馬力ダウンの42馬力になった。最大トルクは4.32kg-mへと強化された。後輪のスイングアームが延長され、ホイールベースが1365mmへ伸ばされた。車体が大きくなった結果、車両重量は159kgへ増加したが、エンジンがラバーマウントされるなど、振動軽減が図られ、扱いやすさが増した。またそれまで外部に露出していた、オイルタンクの給油口がシート下へ移動され、いたずら等の防止が図られた。
このS3から、H1/H2とデザインの共通化が図られ、タンク・サイドカバー・シートの形状、およびカラーリングが似たデザインへ変更された。
1975年には、カラーリングが変更され、250/500ccと同様のストライプが入れられた。
1975年12月に、マッハシリーズは名称をKHへ変更され、H1はKH500、S3はKH400、S1はKH250となる。750のH2は市販レーサーの、KR750を残し生産中止となった。
S3からKH400への主な変更点は、Fホイール、ブレーキ系が変更、点火性能の安定のためマグネトーCDI点火を採用した。最高出力の自主規制による吸排気系のデチューンの結果、最高出力は38馬力/7000rpm、最大トルクは3.9kg-m/6500rpmへダウンした。カラーリングはレインボーラインへ変更された。
この後、小変更を重ね、1980年2月にKH400は製造を終了したが、1982年頃まで販売されていた。